# Ulf Landegren
Dag Åke Ulf Landegren, född 8 juni 1952 i Ösmo församling, är en svensk medicinsk forskare.
Landegren disputerade 1984 vid Uppsala universitet, där han senare blivit professor i molekylärmedicin.
Hans forskning gäller utveckling av nya metoder för molekylära analyser inom biologi och medicin.
Landegren invaldes 2007 som ledamot av Kungliga Vetenskapsakademien, i klassen för biologiska vetenskaper.